# Пиккель, Клеменс
Кле́менс Пи́ккель (нем. Clemens Pickel; 17 августа 1961, Кольдиц, ГДР) — епископ Римско-Католической Церкви, титулярный епископ Кузиры (23.03.1998 — 11.02.2002), ординарий Епархии св. Климента в Саратове.

## Образование
- 1968—1978 годы — средняя школа.
- 1978—1981 годы — предсеминария «Норбертинум» (Магдебург).
- 1981—1986 годы — высшая духовная семинария «Святого Альберта Великого» (Эрфурт).
- 1987—1988 годы — душепастырская семинария (Нойцелле).

## Карьера
Рукоположён в сан дьякона в 1987 году, в священники в 1988 году.
В 1988—1990 годы служил викарием в приходе Святой Марии Магдалины в городе Каменц (Саксония).
Освобожден для душпастырской работы в СССР с 1 августа 1990 года.
С 1990 года занимался пастырской деятельностью на территории республик бывшего СССР.
В 1990—1991 годы — викарий в приходах в Таджикистане (Душанбе, Курган-Тюбе, Вахш).
С 1991 года — настоятель в приходе Христа Царя (город Маркс).
С 1992 года до 1998 года — декан (Благочинный) Поволжского региона.
В 1998 году назначен членом Совета священников Апостольской Администратуры для католиков латинского обряда Европейской части России.
23 марта 1998 года Папой Иоанном Павлом II назначен вспомогательным епископом. Епископская хиротония состоялась 7 июня 1998 года в городе Маркс. Стал самым молодым католическим епископом Европы.
C 23 ноября 1999 года — Апостольский Администратор Юга европейской части России.
С 1999 года — член Конференции Католических Епископов России.
С 2001 года — член Папского совета «Cor unum».
C 11 февраля 2002 года — ординарий Епархии св. Климента в Саратове.
15 декабря 2003 года после долгих проволочек получил вид на жительство в России.
С 17 марта 2017 года по 12 марта 2020 года исполнял обязанности председателя Конференции католических епископов России.